# Klubowe mistrzostwa świata w piłce nożnej
Klubowe Mistrzostwa Świata (ang. FIFA Club World Cup) to kontynuator Pucharu Interkontynentalnego.

## Format w latach 2000–2023
W rozgrywkach rywalizowało siedem drużyn piłkarskich: zwycięzca Ligi Mistrzów UEFA, zwycięzca Copa Libertadores, zwycięzca Afrykańskiej Ligi Mistrzów, zwycięzca Ligi Mistrzów CONCACAF, zwycięzca Ligi Mistrzów OFC, Azjatyckiej Ligi Mistrzów i mistrz państwa w którym odbywała się dana edycja KMŚ. Drużyny z Europy i Ameryki Południowej rozpoczynała rozgrywki od półfinału, natomiast zespoły afrykańskie, azjatyckie i północnoamerykańskie od ćwierćfinału. Gospodarz i zwycięzca Ligi Mistrzów w Oceanii grali w play-offie o miejsce w ćwierćfinale. Rozgrywane były mecze o 3. i 5. miejsce. W turnieju rozgrywane było 8 meczów.

## Zmiana formatu imprezy
Klubowe Mistrzostwa Świata w Arabii Saudyjskiej są ostatnimi w dotychczasowym kształcie. W roku 2024 impreza nie odbyła się, a od 2025 zmianie uległa formuła mistrzostw. 
W 2025 roku w Mistrzostwach w USA uczestniczyć będą 32 drużyny wg następującego podziału na poszczególne kontynenty:
- Europa – 12 drużyn: zwycięzcy Ligi Mistrzów z lat 2021–2024 + 8 drużyn wg rankingu;
- Ameryka Południowa – 6: zwycięzcy Copa Libertadores z lat 2021–2024 + 2 drużyny wg rankingu;
- Azja, Afryka oraz Ameryka Północna, Środkowa i Karaiby – 4: zwycięzcy najwyższego szczebla rozgrywek klubowych (AFC Champions League / CAF Champions League / CONCACAF Champions Cup) z lat 2021–2024 (w przypadku Azji, z powodu zmiany formatu rozgrywek Azjatyckiej Ligi Mistrzów: zwycięzcy z lat 2021, 2022 i 2024 + najlepsza drużyna wg rankingu);
- Oceania – 1: drużyna będąca najwyżej w rankingu spośród zwycięzców OFC Champions League z lat 2021–2024;
- gospodarz Mistrzostw (USA) – 1.

## Zwycięzcy
| 2000 | São Paulo, Rio de Janeiro | Corinthians       | 1:1 (4:3 k.) | Vasco da Gama   | Necaxa                   | 1:1 (4:3 k.)             | Real Madryt              |
| 2005 | Jokohama, Tokio, Toyota   | São Paulo         | 1:0          | Liverpool       | Deportivo Saprissa       | 3:2                      | Ittihad                  |
| 2006 | Jokohama, Tokio, Toyota   | Internacional     | 1:0          | FC Barcelona    | Al-Ahly                  | 2:1                      | América                  |
| 2007 | Jokohama, Tokio, Toyota   | A.C. Milan        | 4:2          | Boca Juniors    | Urawa Red Diamonds       | 2:2 (4:2 k.)             | Étoile Sportive du Sahel |
| 2008 | Jokohama, Tokio, Toyota   | Manchester United | 1:0          | LDU Quito       | Gamba Osaka              | 1:0                      | Pachuca                  |
| 2009 | Abu Zabi                  | FC Barcelona      | 2:1          | Estudiantes     | Pohang Steelers          | 1:1 (4:3 k.)             | Atlante                  |
| 2010 | Abu Zabi                  | Inter Mediolan    | 3:0          | TP Mazembe      | Internacional            | 4:2                      | Seongnam Ilhwa Chunma    |
| 2011 | Tokio, Jokohama           | FC Barcelona      | 4:0          | Santos          | Al Sadd                  | 0:0 (5:3 k.)             | Kashiwa Reysol           |
| 2012 | Tokio, Jokohama           | Corinthians       | 1:0          | Chelsea         | Monterrey                | 2:0                      | Al-Ahly                  |
| 2013 | Marrakesz, Agadir         | Bayern Monachium  | 2:0          | Raja Casablanca | Atlético Mineiro         | 3:2                      | Guangzhou Evergrande     |
| 2014 | Marrakesz, Rabat          | Real Madryt       | 2:0          | San Lorenzo     | Auckland City            | 1:1 (4:2 k.)             | Cruz Azul                |
| 2015 | Jokohama, Osaka           | FC Barcelona      | 3:0          | River Plate     | Sanfrecce Hiroszima      | 2:1                      | Guangzhou Evergrande     |
| 2016 | Jokohama, Osaka           | Real Madryt       | 4:2          | Kashima Antlers | Atlético Nacional        | 2:2 (4:3 k.)             | América                  |
| 2017 | Abu Zabi, Al-Ajn          | Real Madryt       | 1:0          | Grêmio          | Pachuca                  | 4:1                      | Al-Jazira                |
| 2018 | Abu Zabi, Al-Ajn          | Real Madryt       | 4:1          | Al-Ain          | River Plate              | 4:0                      | Kashima Antlers          |
| 2019 | Doha                      | Liverpool         | 1:0          | Flamengo        | Monterrey                | 2:2 (4:3 k.)             | Al-Hilal                 |
| 2020 | Ar-Rajjan                 | Bayern Monachium  | 1:0          | Tigres UANL     | Al-Ahly                  | 0:0 (3:2 k.)             | Palmeiras                |
| 2021 | Abu Zabi                  | Chelsea           | 2:1          | Palmeiras       | Al-Ahly                  | 4:0                      | Al-Hilal                 |
| 2022 | Rabat, Tanger             | Real Madryt       | 5:3          | Al-Hilal        | Flamengo                 | 4:2                      | Al-Ahly                  |
| 2023 | Dżudda                    | Manchester City   | 4:0          | Fluminense      | Al-Ahly                  | 4:2                      | Urawa Red Diamonds       |
| 2025 | Stany Zjednoczone         | Chelsea           | 3:0          | PSG             | Fluminense i Real Madryt | Fluminense i Real Madryt | Fluminense i Real Madryt |
| 2029 |                           |                   |              |                 |                          |                          |                          |

## Osiągnięcia według klubów
| Lp. | Klub                | Zwycięzca | Finalista | Lata zwycięstw               | Lata finału |
| --- | ------------------- | --------- | --------- | ---------------------------- | ----------- |
| 1.  | Real Madryt         | 5         | 0         | 2014, 2016, 2017, 2018, 2022 | –           |
| 2.  | FC Barcelona        | 3         | 1         | 2009, 2011, 2015             | 2006        |
| 3.  | Chelsea             | 2         | 1         | 2021, 2025                   | 2012        |
| 4.  | Corinthians         | 2         | 0         | 2000, 2012                   | –           |
| 4.  | Bayern Monachium    | 2         | 0         | 2013, 2020                   | –           |
| 6.  | Liverpool           | 1         | 1         | 2019                         | 2005        |
| 7.  | São Paulo           | 1         | 0         | 2005                         | –           |
| 7.  | Internacional       | 1         | 0         | 2006                         | –           |
| 7.  | A.C. Milan          | 1         | 0         | 2007                         | –           |
| 7.  | Manchester United   | 1         | 0         | 2008                         | –           |
| 7.  | Inter Mediolan      | 1         | 0         | 2010                         | –           |
| 7.  | Manchester City     | 1         | 0         | 2023                         | –           |
| 13. | Vasco da Gama       | –         | 1         | –                            | 2000        |
| 13. | Boca Juniors        | –         | 1         | –                            | 2007        |
| 13. | LDU Quito           | –         | 1         | –                            | 2008        |
| 13. | Estudiantes         | –         | 1         | –                            | 2009        |
| 13. | TP Mazembe          | –         | 1         | –                            | 2010        |
| 13. | Santos              | –         | 1         | –                            | 2011        |
| 13. | Raja Casablanca     | –         | 1         | –                            | 2013        |
| 13. | San Lorenzo         | –         | 1         | –                            | 2014        |
| 13. | River Plate         | –         | 1         | –                            | 2015        |
| 13. | Kashima Antlers     | –         | 1         | –                            | 2016        |
| 13. | Grêmio              | –         | 1         | –                            | 2017        |
| 13. | Al-Ain              | –         | 1         | –                            | 2018        |
| 13. | Flamengo            | –         | 1         | –                            | 2019        |
| 13. | UANL                | –         | 1         | –                            | 2020        |
| 13. | Palmeiras           | –         | 1         | –                            | 2021        |
| 13. | Al-Hilal            | –         | 1         | –                            | 2022        |
| 13. | Fluminense          | –         | 1         | –                            | 2023        |
| 13. | Paris Saint-Germain | –         | 1         | –                            | 2025        |

## Osiągnięcia według państw
| Lp. | Kraj                          | Liczba zwycięstw | Liczba finalistów |
| --- | ----------------------------- | ---------------- | ----------------- |
| 1.  | Hiszpania                     | 8                | 1                 |
| 2.  | Anglia                        | 5                | 2                 |
| 3.  | Brazylia                      | 4                | 6                 |
| 4.  | Niemcy                        | 2                | 0                 |
| 4.  | Włochy                        | 2                | 0                 |
| 6.  | Argentyna                     | 0                | 4                 |
| 7.  | Ekwador                       | 0                | 1                 |
| 7.  | Demokratyczna Republika Konga | 0                | 1                 |
| 7.  | Maroko                        | 0                | 1                 |
| 7.  | Japonia                       | 0                | 1                 |
| 7.  | Zjednoczone Emiraty Arabskie  | 0                | 1                 |
| 7.  | Meksyk                        | 0                | 1                 |
| 7.  | Arabia Saudyjska              | 0                | 1                 |

## Statystyki według konfederacji
| Konfederacja | 1. miejsce                                                                                                | 2. miejsce                                                            | 3. miejsce                       | 4. miejsce                                                      | Półfinał |
| ------------ | --- | --------------------------------------------------------------------- | -------------------------------- | --------------------------------------------------------------- | -------- |
| UEFA         | 17 (2007, 2008, 2009, 2010, 2011, 2013, 2014, 2015, 2016, 2017, 2018, 2019, 2020, 2021, 2022, 2023, 2025) | 4 (2005, 2006, 2012, 2025)                                            | –                                | 1 (2000)                                                        | 1 (2025) |
| CONMEBOL     | 4 (2000, 2005, 2006, 2012)                                                                                | 11 (2000, 2007, 2008, 2009, 2011, 2014, 2015, 2017, 2019, 2021, 2023) | 5 (2010, 2013, 2016, 2018, 2022) | 1 (2020)                                                        | 1 (2025) |
| AFC          | – | 3 (2016, 2018, 2022)                                                  | 5 (2007, 2008, 2009, 2011, 2015) | 10 (2005, 2010, 2011, 2013, 2015, 2017, 2018, 2019, 2021, 2023) |          |
| CAF          | – | 2 (2010, 2013)                                                        | 4 (2006, 2020, 2021, 2023)       | 3 (2007, 2012, 2022)                                            |          |
| CONCACAF     | – | 1 (2020)                                                              | 5 (2000, 2005, 2012, 2017, 2019) | 5 (2006, 2008, 2009, 2014, 2016)                                |          |
| OFC          | – | –                                                                     | 1 (2014)                         | –                                                               |          |

## Nagrody indywidualne
| 2025 | Cole Palmer        | Vitinha              | Moisés Caicedo         | Gonzalo García                                            | Bayern Monachium   | Robert Sánchez | Désiré Doué |   |   |   |   |   |   |   |   |   |   |   |   |   |   |   |   |   |   |
| 2023 | Rodri              | Kyle Walker          | Jhon Arias             | Julián Álvarez Karim Benzema Ali Maâloul                  | Al-Ittihad         | –              | –           | – | – | – | – | – | – | – | – | – | – | – | – | – | – | – | – | – | – |
| 2022 | Vinícius Júnior    | Federico Valverde    | Luciano Vietto         | Pedro Luciano Vietto                                      | Real Madryt        | –              | –           | – | – | – | – | – | – | – | – | – | – | – | – | – | – | – | – | – | – |
| 2021 | Thiago Silva       | Dudu                 | Danilo                 | Abdoulay Diaby Yasser Ibrahim Romelu Lukaku Raphael Veiga | Chelsea            | –              | –           | – | – | – | – | – | – | – | – | – | – | – | – | – | – | – | – | – | – |
| 2020 | Robert Lewandowski | André-Pierre Gignac  | Joshua Kimmich         | André-Pierre Gignac                                       | Al-Duhail          | –              | –           | – | – | – | – | – | – | – | – | – | – | – | – | – | – | – | – | – | – |
| 2019 | Mohamed Salah      | Bruno Henrique       | Carlos Eduardo         | Baghdad Bounedjah Hamdou Elhouni                          | Espérance Tunis    | –              | –           | – | – | – | – | – | – | – | – | – | – | – | – | – | – | – | – | – | – |
| 2018 | Gareth Bale        | Caio Lucas Fernandes | Rafael Santos Borré    | Gareth Bale Rafael Santos Borré                           | Real Madryt        | –              | –           | – | – | – | – | – | – | – | – | – | – | – | – | – | – | – | – | – | – |
| 2017 | Luka Modrić        | Cristiano Ronaldo    | Jonathan Urretaviscaya | Cristiano Ronaldo Maurício Antônio Romarinho              | Real Madryt        | –              | –           | – | – | – | – | – | – | – | – | – | – | – | – | – | – | – | – | – | – |
| 2016 | Cristiano Ronaldo  | Luka Modrić          | Gaku Shibasaki         | Cristiano Ronaldo                                         | Kashima Antlers    | –              | –           | – | – | – | – | – | – | – | – | – | – | – | – | – | – | – | – | – | – |
| 2015 | Luis Suárez        | Lionel Messi         | Andrés Iniesta         | Luis Suárez                                               | FC Barcelona       | –              | –           | – | – | – | – | – | – | – | – | – | – | – | – | – | – | – | – | – | – |
| 2014 | Sergio Ramos       | Cristiano Ronaldo    | Ivan Vicelich          | Gareth Bale Sergio Ramos Gerardo Torrado                  | Real Madryt        | –              | –           | – | – | – | – | – | – | – | – | – | – | – | – | – | – | – | – | – | – |
| 2013 | Franck Ribéry      | Philipp Lahm         | Mouhcine Iajour        | Ronaldinho Darío Conca César Delgado Mouhcine Iajour      | Bayern Monachium   | –              | –           | – | – | – | – | – | – | – | – | – | – | – | – | – | – | – | – | – | – |
| 2012 | Cássio Ramos       | David Luiz           | José Paolo Guerrero    | César Delgado Hisato Satō                                 | Monterrey          | –              | –           | – | – | – | – | – | – | – | – | – | – | – | – | – | – | – | – | – | – |
| 2011 | Lionel Messi       | Xavi Hernández       | Neymar Júnior          | Lionel Messi Adriano Correia                              | FC Barcelona       | –              | –           | – | – | – | – | – | – | – | – | – | – | – | – | – | – | – | – | – | – |
| 2010 | Samuel Eto’o       | Dioko Kaluyituka     | Andrés D’Alessandro    | Mauricio Molina                                           | Inter Mediolan     | –              | –           | – | – | – | – | – | – | – | – | – | – | – | – | – | – | – | – | – | – |
| 2009 | Lionel Messi       | Juan Sebastián Verón | Xavi Hernández         | Denílson                                                  | FC Barcelona       | –              | –           | – | – | – | – | – | – | – | – | – | – | – | – | – | – | – | – | – | – |
| 2008 | Wayne Rooney       | Cristiano Ronaldo    | Damián Manso           | Wayne Rooney                                              | Adelaide United    | –              | –           | – | – | – | – | – | – | – | – | – | – | – | – | – | – | – | – | – | – |
| 2007 | Kaká               | Clarence Seedorf     | Rodrigo Palacio        | Washington                                                | Urawa Red Diamonds | –              | –           | – | – | – | – | – | – | – | – | – | – | – | – | – | – | – | – | – | – |
| 2006 | Deco               | Iarley               | Ronaldinho             | Mohamed Aboutreika                                        | FC Barcelona       | –              | –           | – | – | – | – | – | – | – | – | – | – | – | – | – | – | – | – | – | – |
| 2005 | Rogério Ceni       | Steven Gerrard       | Christian Bolaños      | Márcio Amoroso Peter Crouch Álvaro Saborío Muhammad Nur   | Liverpool          | –              | –           | – | – | – | – | – | – | – | – | – | – | – | – | – | – | – | – | – | – |
| 2000 | Edílson            | Edmundo              | Romário                | Romário Nicolas Anelka                                    | An-Nassr           | –              | –           | – | – | – | – | – | – | – | – | – | – | – | – | – | – | – | – | – | – |